# Jean-Baptiste de Durfort
Jean-Baptiste de Durfort, duc de Duras, maréchal de France, fils de Jacques Henri de Durfort, né le 28 janvier 1684, mort le 8 juillet 1770 à Paris.

## Biographie
Il se distingua en Allemagne, en Flandre, en Espagne ; fut fait en 1720 lieutenant général et gouverneur de Guyenne (de 1720 à 1755) ; prit part aux sièges de Kehl (1733), de Philippsbourg (1734) et de Worms (1734), et fut fait maréchal de France en 1741. Comme son père, Il fut gouverneur de Franche-Comté (de 1755 à 1770). Son fils Emmanuel-Félicité lui succéda à ce poste jusqu'à la Révolution française.
En 1756, le duché de Duras fut érigé en pairie en sa faveur.